# TeKoS (revue)
Pour les articles homonymes, voir Tekos.
TeKoS (en néerlandais : « Teksten, Kommentaren en Studies ») est une revue belge appartenant à la mouvance de la Nouvelle Droite et fondée en 1979 par Luc Pauwels. Elle est éditée par la fondation Delta (Delta Stichting).
La ligne éditoriale de cette revue s'apparente à celle d'autres périodiques « néo-droitiers », tel Éléments, où sont privilégiés des thèmes reliés à la culture européenne, au fédéralisme, à l'anti-égalitarisme, l'antilibéralisme, l'écologisme, etc.